# Берлінгтон (Канзас)
Берлінгтон (англ. Burlington) — місто (англ. city) в США, в окрузі Коффі штату Канзас. Населення — 2634 особи (2020).

## Географія
Берлінгтон розташований за координатами 38°11′36″ пн. ш. 95°44′44″ зх. д. / 38.19333° пн. ш. 95.74556° зх. д. (38.193289, -95.745428).  За даними Бюро перепису населення США в 2010 році місто мало площу 5,72 км², з яких 5,70 км² — суходіл та 0,03 км² — водойми.

## Демографія
Згідно з переписом 2010 року, у місті мешкали 2674 особи в 1138 домогосподарствах у складі 699 родин. Густота населення становила 467 осіб/км².  Було 1296 помешкань (227/км²).
Расовий склад населення:
| - 94,7 % — білих - 1,0 % — корінних американців - 1,0 % — чорних або афроамериканців - 0,9 % — азіатів |

До двох чи більше рас належало 1,7 %. Частка іспаномовних становила 2,5 % від усіх жителів.
За віковим діапазоном населення розподілялося таким чином: 24,6 % — особи молодші 18 років, 57,1 % — особи у віці 18—64 років, 18,3 % — особи у віці 65 років та старші. Медіана віку мешканця становила 41,1 року. На 100 осіб жіночої статі у місті припадало 90,0 чоловіків;  на 100 жінок у віці від 18 років та старших — 86,1 чоловіків також старших 18 років.
Середній дохід на одне домашнє господарство  становив 58 321 долар США (медіана — 50 000), а середній дохід на одну сім'ю — 73 070 доларів (медіана — 64 550). Медіана доходів становила 51 328 доларів для чоловіків та 29 539 доларів для жінок. За межею бідності перебувало 11,9 % осіб, у тому числі 13,0 % дітей у віці до 18 років та 13,9 % осіб у віці 65 років та старших.
Цивільне працевлаштоване населення становило 1262 особи. Основні галузі зайнятості: освіта, охорона здоров'я та соціальна допомога — 29,9 %, транспорт — 16,5 %, роздрібна торгівля — 13,4 %.